# Кузнецов, Павел Владимирович
Па́вел Влади́мирович Кузнецо́в (род. 18 июня 1971, Арзамас-16) — российский музейный работник, искусствовед, историк искусства; пловец-любитель. Первый русский (россиянин), пересёкший вплавь Ла-Манш (2006). Первый директор Музея Мельниковых (с 2014).

## Биография
Павел Кузнецов родился 18 июня 1971 года в Арзамасе-16. В 1978—1988 годах учился в школе № 20 Арзамаса-16. В 1988 году поступил на экономический факультет Московского государственного университета имени М. В. Ломоносова, который окончил в 1993 году.
До апреля 2006 года — директор департамента прогнозирования и стратегического планирования Министерства промышленности и энергетики Российской Федерации (Минпромэнерго России).
С 2010 года — первый заместитель директора Государственного музея архитектуры имени А. В. Щусева. С июня 2014 года — первый директор созданного в Доме Мельникова Государственного музея Константина и Виктора Мельниковых (филиала Музея архитектуры имени А. В. Щусева).
Назначению Павла Кузнецова на должность первого заместителя директора Музея архитектуры предшествовала смерть предыдущего директора Давида Саркисяна и дар государству в лице музея части Дома Мельникова, сделанный Сергеем Гордеевым (ранее Гордеев выкупил эту часть дома у одной из двух ветвей наследников Константина Мельникова). Одновременно Гордеев рекомендовал Павла Кузнецова в качестве первого заместителя директора Музея архитектуры, и Кузнецов был назначен на должность первого заместителя нового директора Ирины Коробьиной.
Спустя четыре года, 20 октября 2014 года, с помощью оплачиваемого музеем ЧОПа был осуществлён силовой захват Дома Мельникова, во время которого выбросили из дома внучку Мельникова Екатерину Каринскую. Дом Мельникова был объявлен филиалом Музея архитектуры под названием Государственный музей Константина и Виктора Мельниковых.
Согласно общепринятой версии, главную роль в превращении Дома Мельникова в филиал Музея архитектуры сыграла Елизавета Лихачёва, на тот момент старший научный сотрудник музея. Однако директором в это время была Ирина Коробьина, которая формально и возглавляла операцию захвата, а Сергей Гордеев своё участие в этой операции полностью отрицал. По замечанию Григория Ревзина, «Лихачёва, если и принимала в этом участие, то не играла первой роли — по итогам директором филиала стал Павел Кузнецов, а она — лишь его заместителем».
Спустя ещё два года, в декабре 2016 года, из-за конфликта со своим заместителем Павлом Кузнецовым директор Музея архитектуры Ирина Коробьина подала в отставку. Министерство культуры России приняло эту отставку и объявило конкурс на пост директора, при котором каждый соискатель должен был представить свою концепцию развития музея.
Через три месяца, в марте 2017 года, из семи претендентов, среди которых не было несомненных, министерство в лице министра Владимира Мединского выбрало Елизавету Лихачёву. Петицию в министерство против Лихачёвой подписали около тысячи человек, включая исполнявшую обязанности директора Музея архитектуры после отставки Ирины Коробьиной Ирину Чепкунову, однако министерство не изменило своего решения.

### Заплыв через Ла-Манш
Павел Кузнецов стал первым русским (россиянином), пересекшим Ла-Манш вплавь. На момент заплыва ему было 35 лет. Заплыв состоялся с 22 на 23 августа 2006 года, время заплыва — 14 часов 33 минуты 25 секунд. Финишировал во Франции на песчаном пляже между местечком Сангатт и городом Кале в 01 час 20 минут 23 августа 2006 года. Старт состоялся с пляжа Abbots Beach, неподалёку от города Дувра (Великобритания) в 10 часов 47 минут утра предыдущего дня. Волнение моря в ходе заплыва составляло от 2 до 4 баллов по шкале Бофорта, последние четыре с половиной часа прошли в полной темноте. Длина дистанции по прямой составила 42 км, температура воды — 16.8—17.2 градусов.
Тренером, готовившим Кузнецова к заплыву, был Сергей Ленивкин, который впоследствии также подготовил к успешным заплывам через Ла-Манш Василия Мозжухина (Россия) в 2016 году и Анель Сытдыкову (Казахстан) в 2019 году.
После своего заплыва через Ла-Манш Павел Кузнецов, по воспоминаниям Натальи Панкиной, решил найти российских пловцов, способных не просто переплыть пролив, но и сделать рекорд. Вместе с чемпионом Европы и бронзовым призёром Олимпийских игр Дмитрием Волковым он пришёл с этой идеей к главному тренеру сборной России по открытой воде Дмитрию Белову. Для достижения этой цели тренерами сборной были выбраны Юрий Кудинов, на тот момент пятикратный чемпион мира на 25-километровой дистанции, и Наталья Панкина. Оба совершили заплыв в следующем, 2007 году, но рекордов не установили.
Пример Павла Кузнецова до сих пор вдохновляет пловцов. Пловец-любитель Алексей Серёдкин, в 2016 году совершивший неудачный заплыв через Ла-Манш, в 2017 году первым проплыл 70 км вдоль всей Невы и так вспоминал о начале своего увлечения:
В 2006 году Павел Кузнецов первым из россиян переплыл через Ла-Манш. Был репортаж по Первому каналу. Я его увидел, и меня это невероятно потрясло. А когда ещё сказали, что Павел не профессионал, а любитель, мне это дало основание полагать, что я тоже способен на такое. Я записался в бассейн и стал потихоньку учиться плавать. То есть плавать я фактически на тот момент вообще не умел.

## Комментарии
1. ↑  Анель Сытдыкова была первым гражданином Казахстана, пересёкшим Ла-Манш вплавь.